# TAAG安哥拉航空
TAAG安哥拉航空（IATA：DT，ICAO：DTA）是非洲安哥拉的國營航空公司，總部設於首都罗安达，由政府全資擁有。公司擁有強大的國內航線網絡規模，也有飛往非洲其他國家, 歐洲和南美洲。

## 歷史

### 初期
TAAG安哥拉航空於1938年9月由葡萄牙殖民地政府成立，初期名稱為 Divisão dos Transportes Aéreos（簡稱DTA），為鐵路、海運及空運行政部的附屬公司。1940年改名為安哥拉航空（DTA– Linhas Aéreas de Angola），同年7月17日以一架Dragon Rapide水陸兩用機開始營運。

### 獨立後

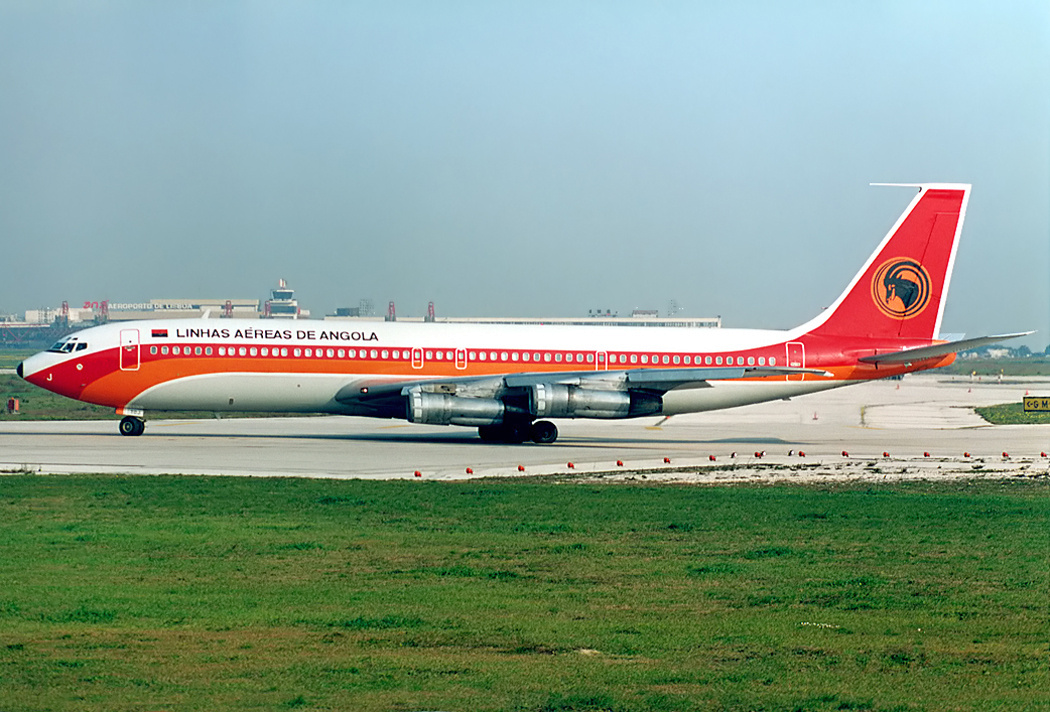
1991年，安哥拉航空的波音707在里斯本机场

1974年2月，安哥拉航空再改名為現時的名稱—TAAG – Linhas Aéreas de Angola，TAAG全寫是Transportadora  Aérea AnGolana（安哥拉空中運輸部）。
安哥拉航空是在1975年獨立後成為國營航空公司，並進入噴射客機年代，包括伊留申-62、波音707、波音737等，福克F27則負責國內航線。
不久後，安哥拉政府成立TAAG Air Angola經營國內航線，以波音727和波音737等小型飛機為主力，也有較大型的波音707，1990年代更從TAP葡萄牙航空租賃兩架洛歇L-1011執飛國內航線。除國內航線外，TAAG也有開辦不少歐洲航線，如里斯本、马德里、巴黎、羅馬和莫斯科。
為開辦長途航線，TAAG更引入了一架波音747，服務往古巴哈瓦那（經薩爾島）的航線，一度是唯一一間獲准在何塞·马蒂国际机场起降的非洲航空公司。
2005年，TAAG宣佈訂購3架波音777-200ER和4架波音737-700客機，以取代老化的747-300和737-200客機。當該批新飛機於2006年11月11日前交付後，隨即把777安排於羅安達至約翰尼斯堡、里斯本及巴黎航線。由於往返巴西的航線受ETOPS的限制，因此不能以777營運，被迫繼續以747-300執飛巴西航線。

### 被歐盟列入黑名單

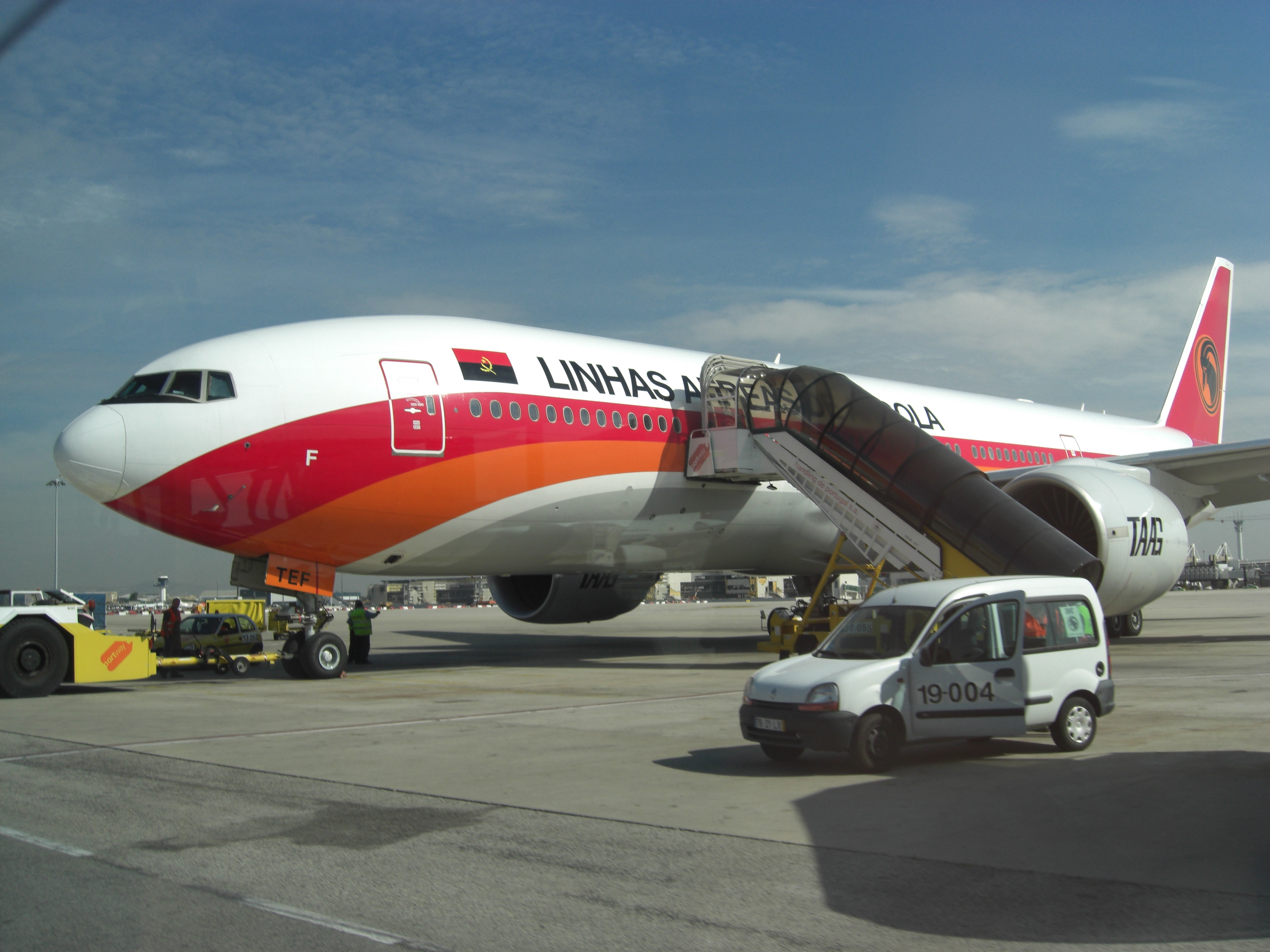
TAAG的波音777-200ER客機

2007年6月28日，歐盟基於安全理由，把TAAG列入黑名單，同年7月4日起生效。此措施令TAAG的波音777客機無法執飛長途航線。
為提升新飛機使用量及減少損失，TAAG決定開辦杜拜和北京航線。另為能繼續飛往歐洲，便向南非航空濕租一架波音747-400客機，飛行員由南非航空提供，而空服員則由南非航空和TAAG一同提供。2008年8月，接收第3架波音777（編號D2-TEF）。
2009年7月3日，TAAG獲准復飛歐洲，但只准以旗下的3架波音777客機飛往里斯本，而每周的班次上限為10班，里斯本航線於同年8月1日復航；旗下的4架波音737-700客機也於同年11月獲准飛往歐洲。而該濕租的波音747-400，也因此退還予南非航空。2010年3月30日，歐盟獲准TAAG的波音777和737-300於歐洲所有機場起降。

### 重組
2008年11月，TAAG舊管理層解散，成立新的管理局，為解除歐盟禁制令而鋪路。2009年5月29日，TAAG宣佈通過國際航空運輸協會（IATA）的核證。同年10月，TAAG替旗下的波音777取得ETOPS證明後，開始以777執飛羅安達至里约热内卢航線。
2010年4月29日，TAAG訂購了2架波音777-300ER客機，另擁有2架選購權。
2011年1月，TAAG的波音777客機發生了連串事故後，顯示TAAG對旗下飛機日常維修不足。剛巧TAAG在羅安達接受IATA的查核，故被裁定仍需遵守國際安全要求。

## 航點

### 代碼共享協議
TAAG安哥拉航空與下列航空公司實施代碼共享：
- 法國航空（天合聯盟）
- 汉莎航空（星空聯盟）
- 布魯塞爾航空（星空聯盟）
- 埃塞俄比亞航空（星空聯盟）

## 機隊
截至2024年12月，TAAG安哥拉航空的機隊详情如下：

### 已退役机型
安哥拉航空曾运营以下机型：
- 空中客车A340-300
- 安托诺夫An-26
- 波音707-320B
- 波音707-320C
- 波音727-100C
- 波音737-200C
- 波音747-300
- 波音747-300M Combi
- 波音747-400
- 道格拉斯C-47A
- 道格拉斯DC-8-30
- 道格拉斯DC-8-50
- 福克50
- 福克F27-100
- 福克F27-200
- 福克F27-400
- 福克F27-500
- 福克F27-600
- 伊留申Il-62M
- 洛克希德L-100-20
- 洛克希德L-100-30
- 洛克希德L-1011-500
- 雅克-40FG

## 意外及事故
- 1983年11月8日，一架波音737-200客機在盧班戈機場附近墜毀，機上126名乘客及4名機員全部死亡，安哥拉獨立聯盟承認擊落客機[11]。

- 2007年6月28日，一架載有78名乘客的波音737-200客機在蒙班扎剛果嘗試降落時墜毀，5死66傷[12][13]。

- 2010年12月6日，一架波音777-2M2（注册編號D2-TEF）因機械故障，在里斯本緊急降落，部分零件散落在里斯本以南鄰近地區[14]。

- 2010年12月23日，注册編號D2-TEE的波音777-2M2，載名32名乘客及13名機員，執行DT550航班由羅安達往杜拜，起飛後爬升至2,500呎時，其中一台GE90发动机傳出巨響，並發出火警警報。飛行員把肇事發動機關掉及折返羅安達，安全著陸[15]。

## 外部連結
- 官方網站（页面存档备份，存于）
- 官方網站（葡萄牙語）
- 官方網站（巴西）（页面存档备份，存于）
- TAAG英國網站（页面存档备份，存于）
- TAAG機隊